# SK Bordżomi
SK Bordżomi (gruz. სკ ბორჯომი) – gruziński klub piłkarski z siedzibą w Bordżomi.

## Historia
Chronologia nazw:
- 1936—2004: Tori Bordżomi
- Od 2004: SK Bordżomi

Klub został założony w 1936 jako Tori Bordżomi. Na początku grał w rozgrywkach lokalnych. W sezonie 1993/1994 debiutował w Pirveli Liga w grupie wschodniej, w której występował do 1997. W 2000 ponownie startował w Pirveli Liga, a w latach 2002-2004 grał w Regionuli Liga.
Latem 2004 zmienił nazwę na SK Bordżomi, a następnego roku zdobył awans do najwyższej klasy rozgrywek piłkarskich Gruzji, zwanej Umaglesi Liga. W sezonie 2008/2009 zajął ostatnie, 11. miejsce, i spadł do Pirveli Liga.

## Sukcesy
- Mistrzostwo Gruzji: 5. miejsce (2005/2006)
- Puchar Gruzji: półfinał (2007/2008)